# Лённквист, Ларс
Ларс Лённквист (швед. Lars Lönnkvist) — шведский ориентировщик, победитель чемпионата мира 1979 года по спортивному ориентированию в эстафете.
Ларс Лённквист вместе с партнёрами по сборной команде Швеции (Рольф Петтерссон, Челль Лаури и Бьёрн Русендаль) стал победителем в эстафете на чемпионате мира 1979 года, который проходил в окрестностях финского города Тампере.
Лённквист также неоднократно становился призёром в эстафете на чемпионатах мира. Дважды, в 1978
и 1981 годах, становился серебряным призёром, а в 1983, уступив сборным Норвегии и Чехословакии, в составе сборной завоевал бронзовые медали.